# Franco De Cecco
Franco De Cecco (Buja, 4 ottobre 1942 – Udine, 31 marzo 2018) è stato un calciatore italiano, di ruolo centrocampista.

## Carriera
Ha disputato complessivamente due incontri in Serie A a distanza di quasi dieci anni l'uno dall'altro: dopo l'esordio in massima serie, avvenuto il 24 gennaio 1962 con la maglia dell'Udinese in occasione del successo interno sul Mantova, scende infatti nuovamente in campo in massima serie il 3 ottobre 1971 proprio nelle file del Mantova nella sconfitta interna contro il Torino.
Ha inoltre disputato cinque campionati di Serie B con Udinese, Mantova (in due differenti periodi) e Livorno, per complessive 132 presenze e 11 reti fra i cadetti, aggiudicandosi col Mantova il campionato 1970-1971.

## Palmarès

### Club

#### Competizioni nazionali
- Campionato italiano di Serie B: 1

Mantova: 1970-1971